# SN 2005hv
SN 2005hv – supernowa typu Ia odkryta 11 października 2005 roku w galaktyce A221243-0002. W momencie odkrycia miała maksymalną jasność 21,30m.